# Werner Kummer
Werner Kummer (* 19. Mai 1943 in Spittal an der Drau, Kärnten; † 22. Mai 2010 in Bielefeld) war ein österreichischer Linguist.

## Leben
Werner Kummer wurde als Sohn des Beamten Wilhelm Kummer und seiner Frau Olga, geb. Luggin, in Kärnten geboren. Nach der Promotion zum Dr. phil. in Graz am 5. Juli 1968 (Studien zur Entstehung des englischen Romans. Die realistische Prosaerzählung im 16. Jahrhundert) war er wissenschaftlicher Mitarbeiter  der Forschungsgruppe LIMAS (1967–1969). 1974 wurde er ordentlicher Professor in Bielefeld.
Seine Arbeitsschwerpunkte lagen über die Texttheorie hinaus in der Sprachtypologie, der Grammatiktheorie, der Varietätenlinguistik und ebenso auf den Gebieten der österreichischen und der interkulturellen Literatur.

## Schriften (Auswahl)
- mit Walter Huber: Transformationelle Syntax des Deutschen. München 1974, ISBN 3-7705-0647-2.
- Grundlagen der Texttheorie. Zur handlungstheoretischen Begründung einer materialistischen Sprachwissenschaft. Reinbek 1975, ISBN 3-499-21051-7.